# Алкі Зей
Алкі Зей (грец. Άλκη Ζέη; нар. 15 грудня 1923, Афіни — пом. 27 лютого 2020) — грецька письменниця і драматург, авторка повістей і оповідань для дітей та дорослих.

## Життєпис
Повне ім'я Алкі Зей — Ангелікі (Αγγελική). Її батько Зінон Зеїс (Ζήνων Ζέης) працював банківським службовцем. Він виріс на Криті, але вів свій родовід з острова Андрос, в той час як її мати Еллі була уродженкою острова Самос, але свої дитячі роки провела в Смирні. У дитячі роки дівчинка жила на Самосі зі своєю старшою сестрою, в той час як їх мати лікувалася від туберкульозу в санаторії, розташованому на горі Парніта на північ від Афін.
Повернувшись до Афін з родиною в 1937 році, Алкі розпочала навчання у приватній Іоніо-Сколі (Іонічній школі, Ιόνιο Σχολή), в якій познайомилася з Георгієй Саріваксевані Каракостазі, що стала її гарною товаришкою, а пізніше відомою письменницею під іменем Жорж Сарі. Три старших класи середньої школи Алкі Зей закінчувала у приватній Сколі-Аїдонопулу (Σχολή Αηδονοπούλου).
Перші кроки на літературній ниві Алкі Зей допомогла зробити письменниця Діді Сотіріу (Διδώ Σωτηρίου) — дружина її дядька Платона Сотіріу (Πλάτων Σωτηρίου). Ще будучи ученицею Сколі-Аїдонопулу, Алкі брала участь у діяльності лялькової трупи театральної студії під керівництвом Елені Теогарі-Перакі (Ελένη Θεοχάρη-Περάκη). Тоді вона почала писати п'єси для лялькового театру. Один з її персонажів, створених у той час, — «Тухлий» (грец. «ο Κλούβιος»), згодом став головним героєм лялькового театру Афін «Барба-Мітусіс» (грец. «Μπάρμπα Μυτούσης»).
Закінчила філософський факультет Афінського університету і драматичний факультет Афінської консерваторії. Одружилась з театральним письменником і режисером Георгіосом Севастікоглу. Чоловік, учасник Грецького опору, а потім громадянської війни в Греції 1946—1949 років залишив країну в 1949 році разом з частинами Демократичної армії і отримав політичний притулок у Радянському Союзі. Алкі Зей також покинула країну, щоб бути з чоловіком. Спочатку жила деякий час в Італії, де вчилася у Едуардо де Філіппо. Про цей період свого життя вона написала пізніше в Москві нарис «Мій вчитель Едуардо де Філіппо». У 1954 році через Францію їй вдалося виїхати до СРСР. Пробувши недовго в Ташкенті, Зей разом з чоловіком переїхала до Москви, де закінчила Всеросійський державний університет кінематографії імені С. А. Герасимова, навчаючись на режисерському факультеті.
У 1964 році повернулася з сім'єю до Греції.
Пізніше продовжила писати, опублікувавши ряд оповідань у журналі «Молодіжний Голос», в редакції якого працювали Маріос Плорітіс, Тасос Лігнадіс, Костіс Скаліорас.
У грецькій літературі вперше з'явилася в 1963 році, ще до повернення в країну, з романом Леопард за склом, який став важливим твором в грецькій дитячій літературі, оскільки вперше підняв політичну проблематику для неповнолітнього читача. Це був історичний роман, дія якого відбувалася в роки диктатури генерала Метаксаса.
Із встановленням військової диктатури в 1967 році Алкі Зей знову покинула Грецію, залишившись жити у Парижі.
У 1971 році Зеї написала книгу Велика прогулянка Петроса (грец. Μεγάλος Περίπατος του Πέτρου), на цей раз події твору розвивались у роки окупації та визволення.
Істотним в її історичних романах є те що вони не є простим описом історичних подій, але замішані на автобіографічних елементах її героїв.
Як п'єса книга Велика прогулянка Петроса була перекладена кількома мовами і йшла на сцені під назвою Війна Петроса.
Її «Леопард за склом» був також у програмі учнів французьких шкіл.
Дія роману «Тупіт ніг дракона» історично відбувається в дореволюційній Росії, але в ньому є посилання на події диктатури Метаксаса в Греції, а також повстання в Політехнічному інституті в Афінах у 1973 році. У цьому романі письменниця показала універсальність певних історичних ситуацій та ідей, які стосуються свободи, демократії, опору. Вона створює це шляхом скасування кордонів часу і місця, зробивши текст доступним для будь-якого історико-культурного середовища. Такі ж підходи і в інших її історичних романів («Леопард за склом» і «Велика прогулянка Петроса»). Всі ці три книги були відзначені премією Mildred Batchelder Prize (1970, 1974, 1980), які були вручені ALSC (Асоціацією бібліотечного обслуговування дітей) в США як найкращі перекладені англійською мовою зарубіжні книги.
Разом з письменницею Жорж Сарі, з якої вона була знайома ще зі шкільних років, Алкі Зей ввела новий принцип в дитячому і юнацькому романі як з точки зору автобіографічного стилю, так і запровадження політичного, суспільного та історичного елементів до жанру.
У 2010 році Алкі Зей була нагороджена Афінською академією.
У вересні 2015 року була нагороджена французьким Орденом мистецтв і літератури (командор).

## Літературні праці
- Дядько Платон (грец. Ο θείος Πλάτων)
- Біля рейок (грец. Κοντά στις ράγες
- «Черевики і туфлі» (грец Αρβυλά κια καιγόβες
- Одне квітневе воскресіння (грец.Μια Κυριακή του Απρίλη)
- Взуття Ганнібала (грец. Τα παπούτσια του Αννίβα)
- Наречена Ахіллеса (для дорослих)(грец.Η αρραβωνιαστικιά του Αχιλλέα (για ενηλίκους))
- Фіолетова парасолька (грец. Η μωβ ομπρέλα)
- Аліса в країні мармуру (грец Η Αλίκη στη χώρα των μαρμάρων)
- Костянтина та її павуки (грец.Η Κωνσταντίνα και οι αράχνες της)
- Брехун дідусь (грец. Ψεύτης Παππούς)
- Леопард за склом (грец. Το καπλάνι της βιτρίνας)
- Велика прогулянка Петроса (грец. Ο μεγάλος περίπατος του Πέτρου)
- Іспанські туфлі (грец. Σπανιόλικα Παπούτσια)
- Котячі розмови (грец.Γατοκουβέντες)
- Дванадцята бабуся та інше. (грец.Η δωδέκατη γιαγιά και άλλα..)
- Молодий голос (грец.Νεανική Φωνή)
- Інші часи, інші діти… (Написано разом з Жорж Сарі) (грец.Άλλοι καιροί, άλλα παιδιά…(Μαζί με την Ζωρζ Σαρή))